# Георги Салчев
Георги Салчев (Салкин) е един от куриерите, пренесли добилото слава Кърваво писмо на Тодор Каблешков до Революционния комитет в град Панагюрище. To е пренесено от деветнадесетгодишния Салчев, който е член на Революционния комитет в Копривщица. Той изминава пътя от Копривщица до Панагюрище само за два часа, след като при нормални обстоятелства за това са необходими пет – шест часа. Точно преди Панагюрище конят на преносителя на кървавото писмо издъхва от натоварването.
Георги Салчев е осмото и най-малко дете в семейството на абаджията Салчо. След погрома на въстанието той намира убежище в село Джумая, Пловдивско при брат си Петър. Известно време след това, преоблечен като турчин, заминава за Стамбул и започва да работи при копривщенски абаджия. През 1882 г., след като се завръща в Копривщица, се жени за Парашкева, наричана по копришки Пека. На отправените покани да кандидатсва за поборническа пенсия той отвръща по следния начин: „Слушай чедо, не съм извършил коя знае какъв подвиг. Не всичко на тоя свят се прави за пари. Има святи неща, които не бива да се заплащат!“. Вестоносецът на Априлското въстание, след като отбива военната си служба в Пловдив се записва доброволец и взима участие в Сръбско-българската война.
Поради трудните времена през 1899 г. се преселва в съседното село Душанци. Баща на три деца, тук му се раждат още двама сина и една дъщеря – Мария. Известен в селото като благ, мъдър и сладкодумен човек, Георги Салчев почива на 3 януари 1937 г. в дома на най-гоемия му син Салчо.